# Spindellaufzeit
Die Spindellaufzeit bezeichnet die Laufzeit der Motorspindel einer Werkzeugmaschine.
Moderne Maschinen erfassen die Spindellaufzeit automatisch und speichern sie zur Auswertung ab. Die Wartungsintervalle einiger Teile der Maschine richten sich nach der Laufzeit der Spindel, da sie die Zeit der tatsächlichen Nutzung darstellt. Beim Verkauf gebrauchter Maschinen lässt sich an ihr, wie beim Auto anhand des Kilometerstandes, der Wert einschätzen.
In der Fertigungstechnik kann sie des Weiteren zum Vergleich der gesamten Stunden, in der ein Fertigungsprozess die Maschine direkt beansprucht, mit der Zeit, in der sich die Spindel dreht, benutzt werden. Bei numerisch gesteuerten Maschinen gehört die Programmierung, die Rüstzeit sowie die Spindellaufzeit dazu. Durch kürzere Werkzeug- und Werkstückwechsel (Hauptzeitparalleles Rüsten) oder externe Programmierung lässt sich die Spindellaufzeit, und damit die Wirtschaftlichkeit der Maschine erhöhen.
Spindellaufzeiten von bis zu 90 % zur Einschaltdauer der Maschine sind an modernen Maschinen möglich.

## Beispiel
| Variante | Einschaltdauer | Rüsten | Programmieren | Fräsen | Spindellaufzeit in % |
| -------- | -------------- | ------ | ------------- | ------ | -------------------- |
| 1        | 400 h          | 50 h   | 100 h         | 250 h  | 55                   |
| 2        | 400 h          | 30 h   | 26 h          | 344 h  | 86                   |

In Variante 1 werden mehr als 45 % der verfügbaren Kapazitäten an der Maschine durch dort platzierte Aufgaben wie Rüsten oder Programmieren "verschwendet". Dagegen basiert die Variante 2 auf Nutzung externer Kapazitäten – die Spindellaufzeit beträgt hier fast 90 % zur Einschaltdauer.